# Šúta Tanaka
Šúta Tanaka (japonsky: 田中 修太 ;* 23. května 2000 Niigata) je japonský sportovní lezec, stříbrný medailista z prvních letních olympijských her mládeže, juniorský mistr světa a Asie v lezení na obtížnost.

## Výkony a ocenění
- 2015: juniorský mistr Asie
- 2017: juniorský světa světa
- 2018: stříbro na letních olympijských hrách mládeže

### Závodní výsledky
| Mistrovství světa | Mistrovství světa |
| Rok               | 2018              |
| ----------------- | ----------------- |
| Obtížnost         | 17                |

| Světový pohár | Světový pohár     |
| Rok           | 2018              |
| ------------- | ----------------- |
| Obtížnost     | 15                |
| jednotlivě*   | -,-,-,5, 29,6,12, |
|               |                   |
| Rychlost      | 0                 |
| jednotlivě*   | ,53,61,64,        |

* poznámka: nalevo jsou poslední závody v roce
| Letní olympijské hry mládeže | Letní olympijské hry mládeže |
| Rok                          | 2018                         |
| ---------------------------- | ---------------------------- |
| Obtížnost                    | (1)                          |
| Rychlost                     | (6)                          |
| Bouldering                   | (3)                          |
| Kombinace                    | 2                            |

| Mistrovství světa juniorů | Mistrovství světa juniorů | Mistrovství světa juniorů |
| Rok                       | 2017 kat. A               | 2018 junioři              |
| ------------------------- | ------------------------- | ------------------------- |
| Obtížnost                 | 1                         | 13                        |
| Rychlost                  | 48                        | 46                        |
| Bouldering                | 39                        | 13                        |
| Kombinace                 | 6                         |                           |

| Mistrovství Asie juniorů | Mistrovství Asie juniorů | Mistrovství Asie juniorů | Mistrovství Asie juniorů | Mistrovství Asie juniorů |
| Rok                      | 2015 kat. B              | 2016 kat. A              | 2017 kat. A              | 2018 junioři             |
| ------------------------ | ------------------------ | ------------------------ | ------------------------ | ------------------------ |
| Obtížnost                | 1                        | 4                        | 2                        | 3                        |
| Rychlost                 | —                        | —                        | 25                       | 21                       |
| Bouldering               | —                        | 5                        | 7                        | 3                        |